# Dammak Jázmin
Dammak Jázmin (Budapest, 1984. június 27. –) magyar szépségkirálynő, modell, színésznő.

## Élete
Első szépségversenyén 15 évesen (1999) vett részt, amelyen megnyerte az az évi Miss Hungary versenyt. 2007-ben a Miss Balaton szépségversenyen 2. helyezett lett. A Miss Universe Hungary 2008 győzteseként vett részt a Miss Universe 2008 szépségversenyen, ahol a verseny legjobb 15 versenyzője közé sorolták. Szerepelt a Szombat esti láz című műsorban, ahol Kovács Zoltán volt a partnere. 2012-ben végzett a Szegedi Tudományegyetem bölcsésztudományi karán magyar-kommunikáció szakon.
Több reklámfilmben, videóklipben is szerepelt. 2003-ban az Underworld című vámpíros, amerikai-német-magyar-angol koprodukciós film első részében, 2013-ban pedig P. Szabó István Indián című mozifilmjében is szerepet kapott.

## Filmjei, műsorai, szereplései
- 2003 Underworld 1. (akció-horror filmsorozat) - Sonja (Viktor lánya)
- 2008 A Királynő (show-műsor) - (szereplő)
- 2010 Szombat esti láz (show-műsor) - (szereplő)
- 2013 Indián (film) - Molnár Angelika (blogger-lány)
- 2018 A Konyhafőnök VIP (szereplő)

## Családja
Párja 2009 óta Hosnyánszky Norbert olimpiai- és világbajnok vízilabdázó. Fiuk, Zalán 2013-ban, lányuk, Szonja pedig 2017-ben született.